# Michael Smith (cestista 1965)
Michael John Smith (Rochester, 19 maggio 1965) è un ex cestista statunitense, professionista nella NBA, in Italia e in Spagna.

## Carriera
È stato selezionato dai Boston Celtics al primo giro del Draft NBA 1989 (13ª scelta assoluta).

## Statistiche

### College
| Anno      | Squadra     | PG  | PT | MP   | TC%  | 3P%  | TL%  | RP  | AP  | PRP | SP  | PP   |
| --------- | ----------- | --- | -- | ---- | ---- | ---- | ---- | --- | --- | --- | --- | ---- |
| 1983-1984 | BYU Cougars | 29  | -  | 25,3 | 45,4 | -    | 75,6 | 5,3 | 2,7 | 0,4 | 0,3 | 8,0  |
| 1986-1987 | BYU Cougars | 32  | 24 | 30,8 | 50,9 | 48,6 | 90,4 | 8,5 | 1,7 | 0,4 | 0,2 | 20,1 |
| 1987-1988 | BYU Cougars | 32  | 32 | 33,7 | 50,7 | 43,4 | 84,3 | 7,8 | 3,1 | 0,8 | 0,1 | 21,2 |
| 1988-1989 | BYU Cougars | 29  | 29 | 37,2 | 52,5 | 37,9 | 92,5 | 8,6 | 2,9 | 0,7 | 0,1 | 26,4 |
| Carriera  | Carriera    | 122 | 85 | 31,8 | 50,7 | 43,0 | 87,8 | 7,6 | 2,6 | 0,6 | 0,2 | 19,0 |

### NBA

#### Regular Season
| Anno      | Squadra        | PG  | PT | MP   | TC%  | 3P%  | TL%  | RP  | AP  | PRP | SP  | PP  |
| --------- | -------------- | --- | -- | ---- | ---- | ---- | ---- | --- | --- | --- | --- | --- |
| 1989-1990 | Boston Celtics | 65  | 7  | 9,5  | 47,6 | 7,1  | 82,8 | 1,5 | 1,2 | 0,1 | 0,0 | 5,0 |
| 1990-1991 | Boston Celtics | 47  | 3  | 8,3  | 47,5 | 25,0 | 81,5 | 1,2 | 0,9 | 0,1 | 0,0 | 4,6 |
| 1994-1995 | L.A. Clippers  | 29  | 0  | 11,0 | 47,0 | 12,5 | 86,7 | 1,9 | 0,7 | 0,2 | 0,1 | 5,3 |
| Carriera  | Carriera       | 141 | 10 | 9,4  | 47,4 | 15,0 | 83,5 | 1,5 | 1,0 | 0,1 | 0,0 | 5,0 |

#### Playoffs
| Anno     | Squadra        | PG | PT | MP  | TC%  | 3P% | TL% | RP  | AP  | PRP | SP  | PP  |
| -------- | -------------- | -- | -- | --- | ---- | --- | --- | --- | --- | --- | --- | --- |
| 1990     | Boston Celtics | 4  | 0  | 4,0 | 62,5 | 0,0 | 100 | 0,0 | 0,0 | 0,3 | 0,0 | 4,3 |
| 1991     | Boston Celtics | 2  | 0  | 3,0 | 50,0 | 0,0 | -   | 0,0 | 0,5 | 0,0 | 0,0 | 1,0 |
| Carriera | Carriera       | 6  | 0  | 3,7 | 60,0 | 0,0 | 100 | 0,0 | 0,2 | 0,2 | 0,0 | 3,2 |